# Hans Memling
Hans Memling, Memlinc (ur. ok. 1435 w Seligenstadt, zm. 11 sierpnia 1494 w Brugii) – malarz niderlandzki niemieckiego pochodzenia, jeden z najważniejszych przedstawicieli wczesnego odrodzenia w Europie.

## Życiorys
Prawdopodobnie uczył się u Stephana Lochnera w Kolonii i u Rogiera van der Weydena w Brukseli. Od 1465 pracował w Brugii. W 1467 został obywatelem tego miasta. W 1480 należał do najbogatszych mieszkańców tego miasta, prowadził pracownię, w której zatrudniał wielu uczniów i pomocników.
Pod koniec XVIII w. powstała legenda dotycząca jego osoby. Głosiła ona, iż Memling był żołnierzem armii Karola Śmiałego. Znaleziono go rannego na progu szpitala św. Jana (Sint-Janshospitaal) w Brugii. Aby odwdzięczyć się za otrzymaną opiekę artysta postanowił pozostać na usługach tej charytatywnej instytucji. Dzięki legendzie malarz zyskał dużą popularność wśród niemieckich romantyków na początku XIX w. Zaczęto mu wtedy przypisywać większość anonimowych dzieł szkoły niderlandzkiej.
Obrazy Memlinga nacechowane są liryzmem, spokojem, czystym i harmonijnym kolorytem oraz miękkim modelunkiem, manierą wysmuklania ciał i wielością szczegółów. Przy zachowaniu zdobyczy warsztatowych Jana van Eycka, jego malarstwo skłania się ku manieryczności i wytworności, kojarzącej się z „międzynarodowym gotykiem”. Dramatyzmem wyróżnia się ołtarz Sąd Ostateczny (1467-1471), wczesne dzieło artysty (obecnie w Muzeum Narodowym w Gdańsku). Jednym z ostatnich jego dzieł jest Relikwiarz św. Urszuli (1489) – drewniana skrzynka ozdobiona scenami z życia świętej i innymi miniaturami. Memling korzystał z doświadczeń mistrzów: van der Weydena, D. Boutsa, H. van der Goesa.
Malarz lubił sięgać do typu ikonograficznego zwanego Sacra Conversazione (święta rozmowa), który zrealizował m.in. w tryptyku Mistyczne zaślubiny św. Katarzyny. Stworzył także szereg innych ołtarzy: Trzech Króli (1479), Opłakiwania (1480), Św. Krzysztofa (1484), Męki Pańskiej (1491).
Do najlepszych dzieł o tematyce religijnej należą także wizerunki Madonny z Dzieciątkiem. Jego Madonny cechuje nastrój poetyckiej czułości i wdzięku oraz miłości macierzyńskiej (Zwiastowanie, Adoracja Madonny). W późniejszych latach poetyckość i wdzięk Madonn przekształciła się w konwencję pozbawioną życia. Malarz powtarzał podobne do siebie kompozycje, sadowiąc Madonnę osiowo na tronie z brokatowym zapleczem, ustawionym w renesansowej komnacie z puttami trzymającymi girlandy kwiatów i owoców (w latach 80. przeniknęły na Północ włoskie wzory).
Jednym z najsłynniejszych jego portretów jest wizerunek Martina van Nieuwenhove, stanowiący część dyptyku.

## Dzieła malarza

### Dzieła o tematyce religijnej
| Tytuł obrazu                                                      | Rok powstania   | Technika i wymiary                                                    | Miejsce przechowywania                               | Ilustracja                                  |
| Políptyk d'Hulin de Loo                                           | 1463            | olej na desce 60 × 74 cm                                              | National Gallery of Art, Waszyngton,                 | Adoracja · Prezentacja · Ucieczka do Egiptu |
| Ołtarz Sądu Ostatecznego                                          | 1467 - 1471     | 242 × 360 cm                                                          | Muzeum Narodowe w Gdańsku                            |                                             |
| Narodziny Chrystusa                                               | 1470            | olej na desce 29 × 21,5 cm                                            | Wallraf-Richartz-Museum & Fondation Corboud, Kolonia |                                             |
| Tryptyk adoracji Marii                                            | 1470            | olej na desce 95 × 271 cm                                             | Prado, Madryt                                        |                                             |
| Tryptyk Jana Crabbego                                             | 1467-1470       | olej na desce 78 x 63 (panel środkowy) x 83,3 x 26,7 (skrzydła)       | Museo Civico                                         |                                             |
| Dyptyk św. Jana Chrzciciela i św. Weroniki                        | ok. 1470/75     | olej na desce 31,2 × 24,4 cm                                          | National Gallery of Art w Waszyngtonie               |                                             |
| Męka Chrystusa                                                    | ok. 1470 - 1471 | olej na desce 56,7 × 92,2 cm                                          | Galleria Sabauda Turyn                               |                                             |
| Matka Boska ze Św. Antonim Pustelnikiem i modlącym się fundatorem | 1472            | olej na desce 93 × 55 cm                                              | National Gallery of Canada Ottawa                    |                                             |
| Ołtarz mistycznych zaślubin św. Katarzyny                         | 1475/79         |                                                                       | Muzeum Memlinga w Brugii                             |                                             |
| Matka Boska z Chrystusem                                          | 1475            | olej na desce 27,4 × 19,9 cm                                          | National Gallery of Victoria, Melbourne              |                                             |
| Męczeństwo św. Sebastiana                                         | ok. 1475        | 67,4 × 67,7 cm                                                        | Królewskie Muzea Sztuk Pięknych, Bruksela            |                                             |
| Dyptyk z Granady                                                  | 1475            | olej na desce, 51,5 × 36,5 cm i 51,2 × 36,1 cm                        | Capilla Real de Granada                              |                                             |
| Tryptyk rodziny Donne                                             | ok. 1478        | olej na desce, 70,7 × 70,5 cm                                         | National Gallery w Londynie                          |                                             |
| Tryptyk Floreins                                                  | ok. 1479        | 46.3 × 57.4 cm (panel centralny), 48.3 × 25 cm (lewy i prawy panel),  | Muzeum Memlinga                                      |                                             |
| Dyptyk Celliera                                                   | 1470 – 1480     | olej na desce 25.2 × 15.1 cm (lewy panel), 25.8 × 16 cm (prawy panel) | Luwr                                                 |                                             |
| Zwiastowanie                                                      | 1480–89         | olej na desce (przeniesiony na płótno) 76,5 × 54,6 cm                 | Metropolitan Museum of Art, Nowy Jork                |                                             |
| Tryptyk Adriaana Reinsa                                           | 1480            | 44 × 46 – 14 cm                                                       | Muzeum Memlinga w Brugii                             |                                             |
| Tryptyk Pagagnottiego                                             | 1480-1482       | 75,5 × 60 (kwatera środkowa), 57 × 17 (kwatery boczne)                | Muzeum Memlinga w Brugii                             |                                             |
| Siedem radości Marii                                              | 1480            | olej na desce 81 × 189 cm                                             | Stara Pinakoteka, Monachium                          |                                             |
| Dyptyk Madonny Różanej z św. Jerzym                               | ok. 1490        | olej na desce 43,3 × 31 cm                                            | Stara Pinakoteka, Monachium                          |                                             |
| Muzykujące Anioły                                                 | 1480            | olej na drzewie 165 × 230 cm                                          | Królewskie Muzeum Sztuk Pięknych, Antwerpia          |                                             |
| Tryptyk Ucieczka z Egiptu                                         | 1480            | olej na desce 50 × 29 cm                                              | Sammlung Baronesse Goldschmidt-Rothschild Paryż      |                                             |
| Madonna z Dzieciątkiem i z jabłkiem                               | 1480-1490       | olej na płótnie 44 × 32 cm                                            | Museu Nacional de Arte Antiga Lizbona                |                                             |
| Tryptyk Moreelów                                                  | 1484            | 141 × 174 cm (część środkowa), 141 × 87 cm (skrzydła)                 | Groeningemuseum w Brugii                             |                                             |
| Tryptyk Marii z Dzieciątkiem                                      | 1485            | 69 × 47 cm (panel środkowy), 63,5 × 18,5 cm (skrzydła)                | Muzeum Historii Sztuki w Wiedniu                     |                                             |
| Tryptyk z Chicago                                                 | 1485            | olej na desce                                                         | Art Institute of Chicago                             |                                             |
| Dyptyk Maartena van Nieuwenhove                                   | 1487            | 52 x 41,5 cm                                                          | Muzeum Memlinga w Brugii                             |                                             |
| Tryptyk Benedetta Portinariego                                    | 1487            |                                                                       | Gemäldegalerie, Uffizi                               |                                             |
| Madonna Jacoba Floreinsa                                          | 1485 -1490      | olej na desce                                                         | Luwr                                                 |                                             |
| Betszeba wychodząca z kąpieli                                     | ok. 1485        | tempera i olej na desce                                               | Staatsgalerie, Stuttgart                             |                                             |
| Relikwiarz świętej Urszuli                                        | 1489            |                                                                       | Muzeum Memlinga w Brugii                             |                                             |
| Ołtarz Męki Pańskiej                                              | 1491            | 205 × 170 75 cm                                                       | St-Annen-Museum w Lubece                             |                                             |

### Portrety
| Tytuł obrazu                                             | Rok powstania        | Technika i wymiary                    | Miejsce przechowywania                      | Ilustracja |
| Portret mężczyzny z monetą                               |                      | olej na desce 29 × 21 cm              | Królewskie Muzeum Sztuk Pięknych, Antwerpia |            |
| Portrety Tommasa Portinari i Marii Baroncelli            | ok. 1470             |                                       | Metropolitan Museum of Art, Nowy Jork       | ,          |
| Chrystus błogosławiący                                   | 1478                 | olej na panelu dębowym 36.5 × 26.7 cm | Norton Simon Museum                         |            |
| Portret małżonków:Barbary Vlaenderbergh i Willema Moreel | ok. 1482             | 39 × 29 cm                            | Królewskie Muzea Sztuk Pięknych, Bruksela   | ,          |
| Portret mężczyzny z rodziny Lespinette                   | pomiędzy 1485 a 1490 | olej na drzewie 30.1 × 22.3 cm        | Royal Picture Gallery Mauritshuis           |            |
| Portret mężczyzny z listem                               | ok. 1480-1490        | olej na desce 35 × 26 cm              | Galeria Uffizi, Florencja                   |            |

### Inne
- Madonna krzewu różanego – ok.1490, olej na desce 43,3 × 31 cm, Stara Pinakoteka
- Madonna tronująca z Dzieciątkiem - 1480-1490, olej na desce 66 × 46,5 cm, Gemäldegalerie Berlin
- Próżność ziemska i wiecznego zbawienia – tryptyk ok. 1485, Musee des beaux-Arts Strasburg;
- Alegoria prawdziwej miłości – dyptyk, 1485-1490, Metropolitan Museum Nowy Jork (lewa tablica), Museum Boymans van Beuningen Rotterdam
- Tryptyk Ziemska marność i boskie zbawienie 1485